# Серабостан
Серабостан (перс. سرابستان) — село в Ірані, у дегестані Ґашт, в Центральному бахші, шагрестані Фуман остану Ґілян. За даними перепису 2006 року, його населення становило 648 осіб, що проживали у складі 167 сімей.

## Клімат
Середня річна температура становить 14,20°C, середня максимальна – 27,56°C, а середня мінімальна – -1,29°C. Середня річна кількість опадів – 822 мм.
| Клімат поселення                              | Клімат поселення | Клімат поселення | Клімат поселення | Клімат поселення | Клімат поселення | Клімат поселення | Клімат поселення | Клімат поселення | Клімат поселення | Клімат поселення | Клімат поселення | Клімат поселення | Клімат поселення |
| Показник                                      | Січ.             | Лют.             | Бер.             | Квіт.            | Трав.            | Черв.            | Лип.             | Серп.            | Вер.             | Жовт.            | Лист.            | Груд.            |                  |
| Середній максимум, °C                         | 8,50             | 9,92             | 12,89            | 18,68            | 22,43            | 25,37            | 27,56            | 27,52            | 24,59            | 21,02            | 16,14            | 11,72            |                  |
| Середня температура, °C                       | 3,60             | 5,00             | 7,98             | 13,78            | 17,53            | 20,46            | 23,15            | 23,11            | 20,19            | 16,61            | 11,72            | 7,30             |                  |
| Середній мінімум, °C                          | −1,29            | 0,12             | 3,06             | 8,87             | 12,61            | 15,55            | 18,74            | 18,70            | 15,78            | 12,20            | 7,33             | 2,90             |                  |
| Норма опадів, мм                              | 87               | 70               | 71               | 54               | 39               | 24               | 15               | 36               | 78               | 117              | 102              | 129              |                  |
| Середньомісячна швидкість вітру, м/с          | 2.24             | 2.30             | 2.40             | 2.30             | 2.30             | 2.60             | 2.50             | 2.34             | 2.15             | 2.00             | 1.90             | 1.97             |                  |
| Середньомісячна сонячна радіація, кДж/м²·день | 6913             | 9091             | 11209            | 15854            | 20058            | 22590            | 23282            | 19763            | 16303            | 11215            | 8696             | 6674             |                  |
| --------------------------------------------- | ---------------- | ---------------- | ---------------- | ---------------- | ---------------- | ---------------- | ---------------- | ---------------- | ---------------- | ---------------- | ---------------- | ---------------- | ---------------- |
| Джерело:                                      |                  |                  |                  |                  |                  |                  |                  |                  |                  |                  |                  |                  |                  |